# 1991년 운젠산 분화
1991년 운젠산 분화(일본어: 1991年の雲仙岳噴火)는 1991년 6월 3일에 일본 규슈 나가사키현에 있는 운젠산이 분화한 사건을 말한다. 헤이세이 대분화(일본어: 平成大噴火)라고도 부른다. 화쇄류로 43명이 사망했다. 2014년 온타케산 분화가 발생하기 전까지는 전후 최악의 규모의 화산재해였다.